# Casa-fàbrica Espalter
La casa-fàbrica Espalter era un conjunt d'edificis situat als carrers de Sant Pau i d'Espalter del Raval de Barcelona, actualment desaparegut.

## Història i descripció
El 1746, el comerciant Francesc de Clota i de Teixidor, nomenat cavaller pel rei Felip V el 1744, adquirí als marmessors del prevere Francesc Alemany unes cases amb hort al carrer de Sant Pau, on va establir una fàbrica d'indianes. Les obres, acabades el 1749, foren encomanades al mestre de cases Joan Òdena i al fuster Bonaventura Gaig.
La fàbrica, que tenia 48 teleres i 117 treballadors, va durar poc temps en funcionament, i el 1754, Clota va vendre el seu prat d'indianes a la companyia Canals i Canet. El 1751, va establir en emfiteusi una part dels terrenys als candelers de cera Julià Argelaguet i Josep Carrencà, i el 1772, dues parcel·les més al veler Miquel Barro i al mateix Carrencà, que va demanar permís per a reedificar el frontis de la seva casa al carrer de Sant Pau. Finalment, el 1774, Clota va establir en emfiteusi la casa-fàbrica, que en aquella època funcionava com a triquet o casa de joc, als comerciants Josep Ignasi i Antoni Pi, que hi instal·laren una fàbrica de fils d'imitació d'or i plata per a brodar (castellà: canutillo). El 1778, aquests la vengueren al comerciant Joaquim Espalter i Rosàs per 7.500 lliures, que hi va establir una fàbrica d'indianes sota la raó social Joaquim Espalter i Rosàs i Cia (Reina Santíssima del Roser). Per altra banda, els seus fills Joaquim, Francesc Gaietà i Pere Pau Espalter i Roig tenien la seva pròpia companyia, Espalter i Roig Germans, dedicada també a les indianes.
El 1784, Josep Carrencà, la seva esposa Rafaela Simon, i el seu fill Bonaventura van vendre la seva propietat al comerciant Salvador Casals, que en va fer agnició de bona fe a Espalter. El 1798, aquest va demanar permís per a fer-hi diverses reformes, amb la remunta de dos pisos i l'afegit de balcons de ferro i rajoles.
El 1806, Felip de Mercader i de Saleta (que havia adoptat el cognom Sadurní) i el seu fill Josep Ignasi de Mercader i de Sadurní pactaren amb Espalter la venda dels terrenys entre el nou carrer del Beat Oriol i la seva casa-fàbrica, en compensació pels perjudicis que li causaria la continuació del carrer de Sadurní fins al de Sant Pau, que comportaria l'enderrocament parcial de la «quadra» de pintar i total del despatx i el magatzem dels colors, quedant aquella dividida en dues parts. A tal efecte, s'adreçaren a l'Ajuntament, i aquest va aprovar l'obertura dels carrers del Beat Oriol i de Sadurní, segons el projecte de l'arquitecte municipal Francesc Renart i Closas. Tanmateix, l'operació no es va fer efectiva fins a l'any següent, ja mort Joaquim Espalter i Rosàs, succeït pel seu fill i hereu Joaquim Espalter i Roig. El juliol del 1808, arran de la invasió napoleònica, aquest fugí de Barcelona, primer a Reus i després a Sitges, on s'havien exiliat altres membres de la família. Allà va morir el 18 de març del 1809, sense haver fet testament, la qual cosa va originar un litigi entre el primogènit Josep Antoni Espalter i Macià i els seus germans.
El 1821, Francesc Manuel Espalter i Macià, com a apoderat de la seva àvia Teresa Roig, va demanar permís per a obrir un balcó al carrer d'Espalter.
A principis de la dècada del 1840, la casa-fàbrica era llogada al fabricant d'estampats Salvador Roig, que el 1844 va encarregar al paleta Jacint Torner i Batllori la reedificació de la «quadra» amb planta baixa i dos pisos, amb permís dels hereus de Joaquim Espalter i Roig. En aquella època es va produir l'establiment emfitèutic de diverses parcel·les per a edificar a la banda oriental del carrer d'Espalter (núms. 1 al 7), així com la casa de la cantonada occidental amb el carrer de Sant Pau (núm. 10).
El 1845, els cohereus feren la partició dels béns, i la «quadra» i el pati contigu li correspongueren a Bonaventura (o Maria Ventura) Espalter i Macià, casada amb l'argenter Pelegrí Guarch i Salom; les cases del carrer de Sant Pau al corredor reial de canvis Joaquim Espalter i Duran, fill de Josep Antoni Espalter i Macià i Maria Duran, i l'edifici anomenat «pintador» a la banda occidental del carrer d'Espalter a Maria Mercè Espalter i Macià. El 1848, els cònjuges Guarch i Espalter i Joaquim Espalter van establir un conveni sobre el pati intermedi i les servituds entre les seves finques, i Pelegrí Guarch va demanar permís per a enderrocar les «quadres» que havia ocupat Salvador Roig i construir-hi un nou edifici, segons el projecte del mestre d'obres Jaume Jambrú. Aquest es va encarregar també de la reforma de la casa de Joaquim Espalter a la cantonada amb el carrer de Sant Pau, on va afegir noves finestres (cegues a la cantonada). Tanmateix, Jambrú va renunciar i fou substituït per l'arquitecte Carles Gauran, que va projectar la reedificació del cos annex proper a la Casa Galera (actualment plaça de Salvador Seguí).
Finalment, tota aquesta illa fou enderrocada a principis del segle xxi per a la construcció de la nova seu de la Filmoteca de Catalunya.

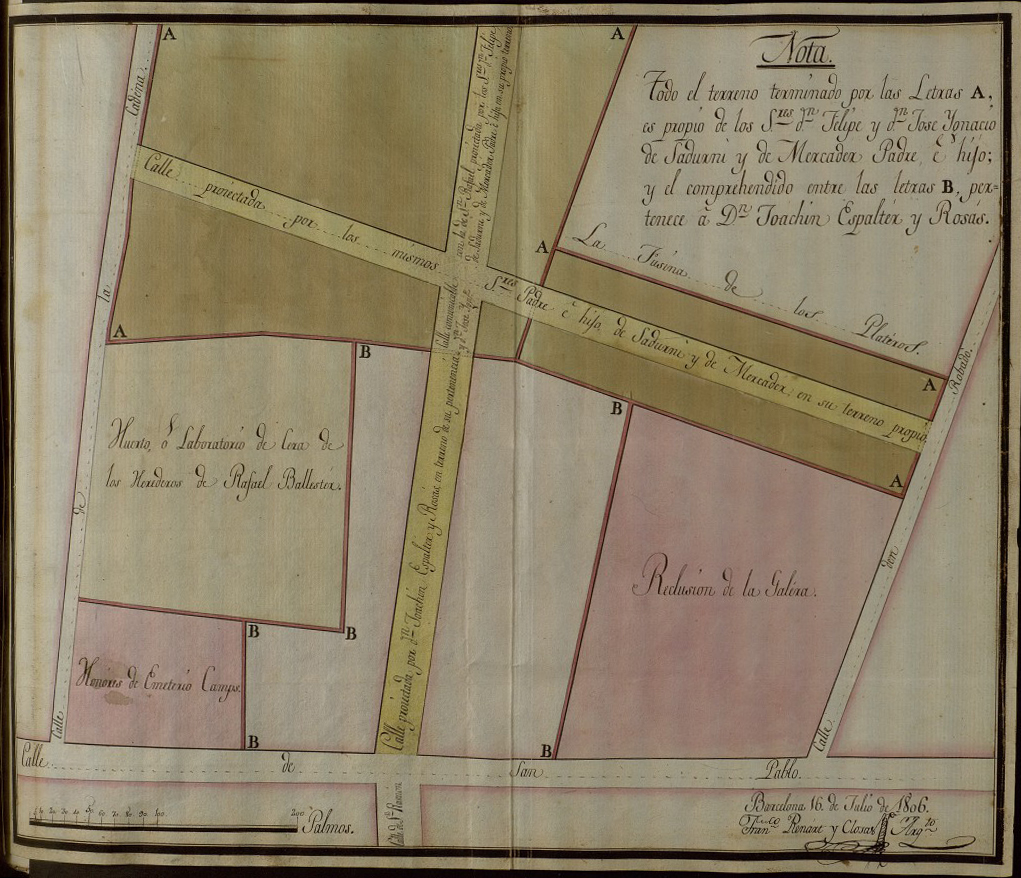
Projecte d'obertura dels carrers d'en Sadurní, Beat Oriol i Espalter (1806). La lletra B assenyala els terrens d'Espalter i les parcel·les situades més a l'esquerra formaven part de la propietat de Clota

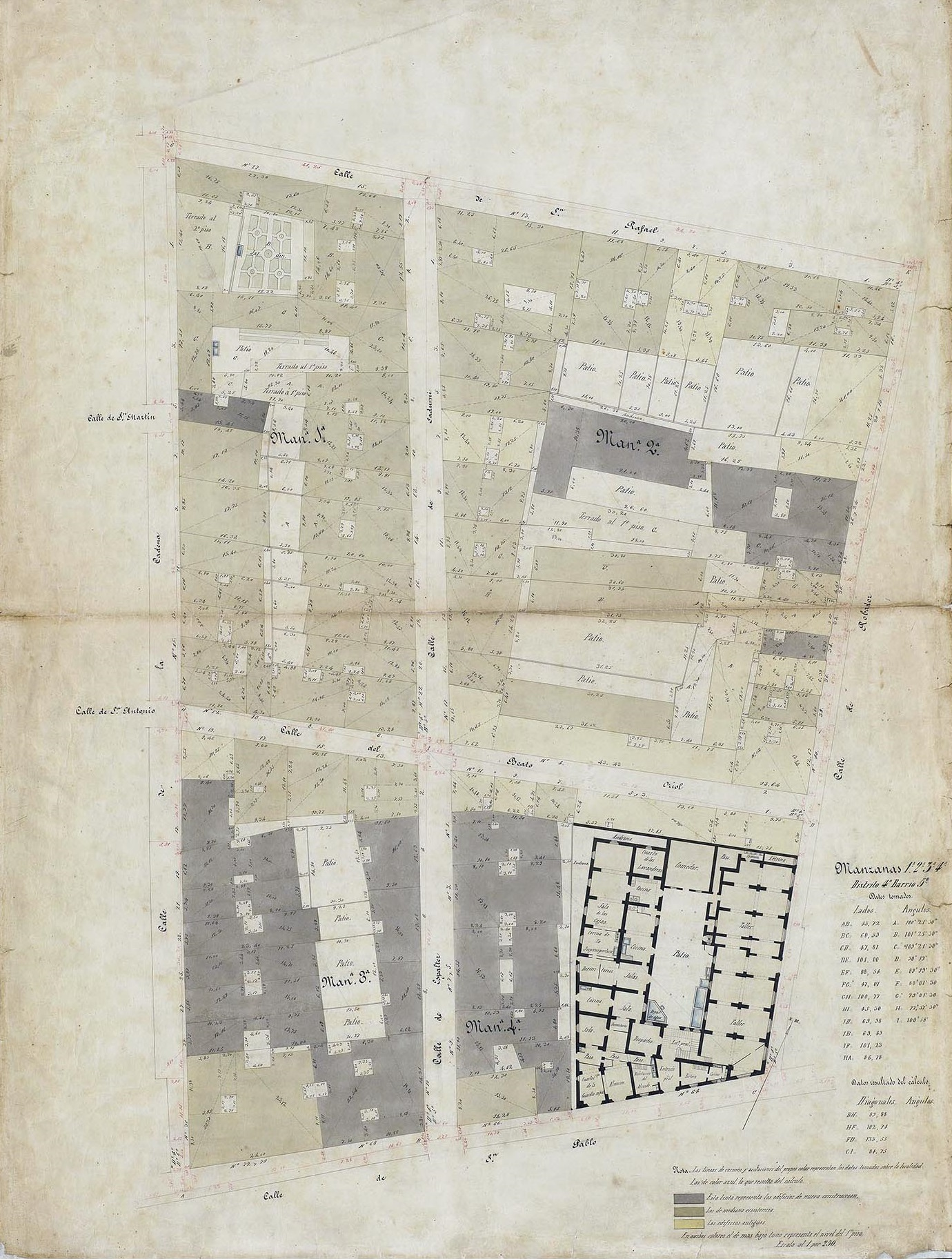
Quarteró núm. 95 de Garriga i Roca (c. 1860)